# Patrick Lalor
Patrick Lalor este un om politic irlandez, membru al Parlamentului European în perioada 1979-1984 din partea Irlandei.
1. ↑   https://www.europarl.europa.eu/meps/pl/1435/(PADDY)+PATRICK+JOSEPH_LALOR/history/3 Lipsește sau este vid: |title= (ajutor)
2. 1 2 3 4 5   https://www.oireachtas.ie/en/members/member/Patrick-J-Lalor.D.1961-10-11 Lipsește sau este vid: |title= (ajutor)